# Димитър Ненов
Димитър Стефанов Ненов е български пианист, композитор, музикален педагог, архитект и общественик.

## Биография
Още от младежките си години Ненов проявява интерес към музиката. На 6-годишна възраст започва да учи пиано под ръководството на майка си и въпреки че заниманията му са нередовни, напредва бързо. От 1919 г. е частен ученик по пиано на Андрей Стоянов.
През 1920 г. заминава за Дрезден, където постъпва като студент по архитектура във Висшето техническо училище. В продължение на няколко години изучава архитектура. Занимава се и с философия, литература, история на изкуството, математика и физика. Същевременно учи пиано при Карл Фелинг (Karl Fehling) и теория и композиция в консерваторията в Дрезден при Теодор Блумер (Theodor Blumer) и П. Битнер (Paul Bitner). Музикален ръководител на балета „Теа Джолис (Thea-Jolles-Ballett)“ (1925 – 1927). След като завършва архитектура през 1927 г., се завръща в България и работи известно време като архитект в Министерство на обществените сгради, пътищата и благоустройството (1927 – 1929) и в Главна дирекция на железниците (1929 – 1932). Специализира архитектура на железопътни сгради (гари) в Италия (1932). Ръководи възстановителните работи в Борисовград, днешния Първомай след Чирпанското земетресение 1928 г. Строи няколко жп гари, жп лаборатория, противотуберкулозен диспансер в Хасково.
Той пише първите си по-значителни произведения в Дрезден. Това са Соната за пиано, Соната за цигулка и пиано, Симфония 1.
Посвещава се изцяло на музиката в началото на 30-те години. Специализира пиано в Закопане, Полша при Е. Петри и завършва окончателно музикалното си образование в Болоня, Италия през 1932 г. Връща се в България и написва пиеси за пиано, първи концерт за пиано и оркестър. Ненов е един от най-изтъкнатите български пианисти. Концертира с успех в България и чужбина. Участва в трио с цигуларя Христо Обрешков и виолончелиста Константин Попов. Изпълнява богат репертоар, като свири с артистичен финес и емоционалност.
В първата половина на 30-те години ръководи частна консерватория в София. Преподавател е по пиано (1933 – 1935, 1937 – 1943) и професор в Държавната музикална академия в София. Ненов е пръв музикален уредник на Радио „София“ (1935 – 1937) и създател на фонотеката на радиото. Съосновател и секретар на дружеството на българските композитори „Съвременна музика“, създадено 1933 г. Занимава се активно с музикална публицистика.
При бомбардировките над София от 30 март 1944 г. апартаментът на ул. „Искър“ и „Веслец“, където Димитър Ненов живее, сериозно пострадва, така че той се мести на ул. „Бистрица“ 7А в София, в апартамент на родителите на композитора Георги Арнаудов, който се оказва негов последен дом.
След 1948 година здравословното състояние на Димитър Ненов се влошава и в началото на 1949 година той получава разрешение да замине за Будапеща, където през 1939 година вече веднъж се е лекувал. Според Лазар Николов нервите му са започнали да му „изневеряват“. Проблемите със здравето му се увеличават, поради тежка мигрена и бъбречни болки приема силни болкоуспокояващи.
В протокола от аутопсията на Димитър Ненов е записано „фиброзна склероза на двата бъбрека“.
Удостоен с Димитровска награда (1952).

## Творчество
Ненов е представител на българския музикален модернизъм. Музикалният му език е оригинален и уникален сред създаваното от неговите съвременници – изтънчен, но също така богат на звукови цветове. Независимо че използва в произведенията си народната песен, той я претворява, подобно на Пенчо Славейков или Пейо Яворов в литературата, в една съвременна музикална поетика. Някои откриват влияние на Александър Скрябин върху композиционния му стил, особено в клавирните му произведения, което може да се приеме дотолкова, доколкото и двамата споделят тенденцията на излизане извън рамките на конвенционалния изказ и търсене на нови възможности на тонова организация. Главни жанрове в музиката на Ненов са симфоничната и клавирната музика. През 1920-те години той работи над 3 симфонии и композира Четири скици за голям оркестър. Едно от най-често присъстващите произведения в репертоара на българските пианисти е Неновата Токата.
По своя хармоничен стил музиката му е самобитна и оригинална.
Оркестровият стил на Ненов е оценен като ярко индивидуален. Без да е изучавал дълго оркестровото изкуство, със своята надареност той за кратко време успява да овладее основите на оркестрацията на професионално равнище.

Димитър Ненов написва симфоничната поема – „Коледа“ (1938 – 1939) и симфоничната сюита „Тракия“ (1940). Едни от най-ранните му пиеси са „Ноктюрно“, „Етюд“ и „Рондо“.

## Памет
На Димитър Ненов е наречена улица в квартал „Драгалевци“ в София (Карта).

## Ученици на Димитър Ненов
- Белина Дръндарова – пианистка с кариера във Франция
- Вела Дренкова – пианистка, професор в Торино, Италия
- Вера Баева – пианистка и композитор
- Галунка Белчева – доцент в БДК (днес НМА)
- Генко Генков – пианист
- Иван Бакалов – доцент в БДК (днес НМА)
- Иван Стайков – композитор
- Катя Вълева – пианист
- Лазар Николов – професор в БДК (днес НМА)
- Любомир Романски – диригент
- Милена Моллова – пианистка, диригент в БДК (днес НМА)
- Надя Илиева – пианистка с кариера в САЩ
- Павлина Пеева – пианист-педагог
- Светла Протич – пианистка
- Трифон Силяновски – пианист, композитор, педагог[3]